# Die geheime Frage nach Gott
Die geheime Frage nach Gott (im Untertitel: Hintergründe unserer geistigen Situation) ist ein theologisch-populärwissenschaftliches Werk Helmut Thielickes.

## Hintergrund
Das Buch ist eine Sammlung verschiedener zuerst einzeln gehaltener Aufsätze und Vorträge, die unter der Problemstellung des Titels später zusammengebunden und miteinander vernetzt wurden, und erschien 1972 inmitten der Studentenunruhen, die auch die Universität Hamburg und die dortige theologische Fakultät erfasst hatten, welcher Thielicke als Dekan vorstand.

## Inhalt
Die Stoßrichtung der Gedanken Thielickes ist die Sorge, dass die evangelische Kirche einem der beiden Extremismen verfällt: der frommen esoterischen Selbsteinkapselung einerseits und dem substanzlosen Aktivismus nach draußen andererseits.
Gegenüber den damals auch innerkirchlich zentral diskutierten Strukturfragen mahnt Thielicke im Verweis auf den Raum für die Begegnung der Menschen mit Jesus den „Primat der Person“ an.
Dies führt Thielicke auch dazu, der pauschalen Dämonisierung von Macht zu widersprechen, indem er die Person „des Mächtigen“ in den Mittelpunkt stellt, welcher Macht verliehen bekommen hat mit der Möglichkeit zu Ge- und Missbrauch.
Grundlegend ist für Thielicke die relationale Verfasstheit des Menschen, der coram Deo vor Gott steht und von dorther Leben empfängt und zugleich in allem Tun und Lassen auf den Mitmenschen verwiesen ist. Dies verbietet es, absolut von „ich“ zu sprechen, da das Ich nur in Beziehungen ausgesagt werden kann, also relativiert werden muss.
Als Konsequenz ist Thielicke skeptisch gegen alle Schlagworte wie z. B. „Demokratisierung der Kirche“ und gegen Einforderungen von Rechten wie z. B. dem „Recht auf Suizid“.

## Ausgabe
- Helmut Thielicke, Die geheime Frage nach Gott. Hintergründe unserer geistigen Situation, Freiburg im Breisgau 1972, ISBN 3-451-01929-9